# عجام (بني مطر)

تعديل مصدري - تعديل

عجام هي إحدى قرى عزلة البروية بمديرية بني مطر التابعة لمحافظة صنعاء، بلغ تعداد سكانها 159 نسمة حسب تعداد اليمن لعام 2004.